# 韋斯特福克 (阿肯色州)
韋斯特福克（英語：West Fork）是一個位於美國阿肯色州華盛頓縣的城市。

## 地理
韋斯特福克的座標為35°56′08″N 94°10′48″W / 35.93556°N 94.18000°W，而該地的平均海拔高度為414米（即1358英尺）。

## 人口
根據2020年美國人口普查的數據，韋斯特福克的面積為9.67平方千米，當中陸地面積為9.50平方千米，而水域面積為0.17平方千米。當地共有人口2331人，而人口密度為每平方千米241人。